# نیروگاه برق آبی دروازه آهنی یک
نیروگاه برق آبی دروازه آهنی یک (به صربی: Iron Gate I Hydroelectric Power Station) یک نیروگاه برقابی و سد در صربستان است که در Kladovo Municipality واقع شده‌است.